# Darüşşafaka S.K.
Darüşşafaka Spor Kulübü, é um clube profissional de basquetebol localizado em İstambul, Turquia. O clube disputa a Liga Turca e a EuroCopa e disputa seus jogos na Ayhan Şahenk Arena com capacidade para 3500 espectadores. A partir da temporada 2013-14, o clube assinou longo contrato de patrocínio com a Doğuş Holding e passou a se chamar Darüşşafaka & Doğuş.

## História
Permaneceu na TBL entre 1993 e 2010. Nas temporadas de 2000-01 e 2001-02 a equipe alcançou a terceira colocação na temporada regular. Na temporada de 2009–10, terminou na décima sexta posição na TBL e foram rebaixados. O clube disputou a TBL2 entre 2010 e 2013.

### Darüşşafaka & Doğuş (2013–presente)
Em 2013, Doğuş Holding tornou-se o patrocinador principal do time e injetou força e ambição ao clube.Em 2013-14 foram campeões da TBL2 e foram promovidos para a TBL.
Na temporada seguinte, Darüşşafaka alcançou a terceira posição na temporada regular após contratar nomes como o lituano Renaldas Seibutis e Jamon Gordon. Apesar do grande apoio da torcida perderam nas quartas de final para o Trabzonspor.
A Euroliga convidou o Darüşşafaka para disputar a temporada 2015–16.

## Títulos e reconhecimentos
- EuroCopa
  - Campeões (1): 2018
- Liga Turca
  - Campeões (2): 1961, 1962
  - Finalista (1): 1960

- Copa da Turquia
  - Finalista (1): 2002

- Liga Turca (Segunda Divisão)
  - Campeões (1): 2014

- Liga de Basquetebol de Istambul
  - Campeões (1): 1960
  - Terceiro colocado (3): 1961, 1962, 1963

## Temporada por Temporada
| Temporada | Nível | Liga | Pos. | Pós-Temporada    | Copa da Turquia | Competições Europeias | Competições Europeias |               | Treinador                       | Cestinha |
| --------- | ----- | ---- | ---- | ---------------- | --------------- | --------------------- | --------------------- | ------------- | ------------------------------- | -------- |
| 2012–13   | 2     | TB2L | 6    | Quartas de Final | –               | –                     | –                     | Aziz Bekir    | Marcus Hall (basketball) – 17.9 |          |
| 2013–14   | 2     | TB2L | 1    | Promovido        | –               | –                     | –                     | Orhun Ene     | Lynn Greer – 17.3               |          |
| 2014–15   | 1     | TBL  | 3    | Quartas de Final | Semifinalista   | –                     | –                     | Oktay Mahmuti | Jordan Farmar – 14.9            |          |
| 2015–16   | 1     | TBL  |      |                  |                 | Euroliga              | TBD                   | Oktay Mahmuti |                                 |          |

### Jogadores Notáveis
| - Burak Sezgin - Cevher Özer - Cüneyt Erden - Emre Ekim - Erdem Türetken - Faruk Beşok - Hakan Köseoğlu - Hicri Güneri - Mehmet Kahyaoğlu - Murat Kösedağ - Orhan Güler - Ömer Kahyaoğlu - Recep Ertaş - Semih Erden - Serdar Tabay | - Sinan Güler - Tufan Ersöz - Zaza Enden - Vitali Nossov - Leonid Yaylo - Oleksandr Okunskiy - Acie Earl - Alexander Jensen - Clarence Gilbert - Dexter Lyons - George Gilmore - Henry Dobie - John Whorton - Kelvin Gibbs - Renaldas Seibutis | - Kevin Rice - Lamont Strothers - Marques Bragg - Michael Ansley - Michael Meeks - Mike Jones - Richie Frahm - Ryan McDade - Sean Green - Steve Rogers - Maarty Leunen - Jermareo Davidson - Quincy Douby - Clifford Hammonds - Jordan Farmar |

- Yalçın Granit
- Orhun Ene

## Ligações Externas
- TBLStat.net Profile (English)
- Este artigo foi inicialmente traduzido, total ou parcialmente, do artigo da Wikipédia em inglês cujo título é «Darüşşafaka SK».